# Highland League Cup 1998–99
Tennents Highland League Cup 1998-99 là mùa giải thứ 54 trong lịch sử giải đấu. Đội vô địch là Forres Mechanics, đánh bại Keith 1-0 trong trận chung kết trên sân Borough Briggs ở Elgin.

## Vòng bảng
Vòng đầu tiên của giải đấu Cup là vòng bảng gồm 4 bảng, gọi là "vùng", gồm 4 đội mỗi bảng. Bốn đội đứng nhất bốn bảng sẽ được quyền vào bán kết.

### Vùng 1
| XH | Đội         | Tr | T | H | T | BT | BB | HS | Đ |
| -- | ----------- | -- | - | - | - | -- | -- | -- | - |
| 1  | Keith       | 3  | 2 | 1 | 0 | 4  | 1  | +3 | 7 |
| 2  | Peterhead   | 3  | 2 | 0 | 1 | 5  | 4  | +1 | 6 |
| 3  | Fraserburgh | 3  | 1 | 0 | 2 | 8  | 5  | +3 | 3 |
| 4  | Rothes      | 3  | 0 | 1 | 2 | 2  | 9  | −7 | 1 |

### Vùng 2
| XH | Đội            | Tr | T | H | T | BT | BB | HS | Đ |
| -- | -------------- | -- | - | - | - | -- | -- | -- | - |
| 1  | Huntly         | 3  | 2 | 1 | 0 | 5  | 0  | +5 | 7 |
| 2  | Cove Rangers   | 3  | 2 | 0 | 1 | 4  | 5  | −1 | 6 |
| 3  | Buckie Thistle | 3  | 1 | 0 | 2 | 3  | 5  | −2 | 3 |
| 4  | Deveronvale    | 3  | 0 | 1 | 2 | 2  | 4  | −2 | 1 |

### Vùng 3
| XH | Đội              | Tr | T | H | T | BT | BB | HS | Đ |
| -- | ---------------- | -- | - | - | - | -- | -- | -- | - |
| 1  | Forres Mechanics | 3  | 2 | 1 | 0 | 8  | 3  | +5 | 7 |
| 2  | Lossiemouth      | 3  | 2 | 1 | 0 | 5  | 1  | +4 | 7 |
| 3  | Nairn County     | 3  | 1 | 0 | 2 | 4  | 9  | −5 | 3 |
| 4  | Elgin City       | 3  | 0 | 0 | 3 | 1  | 5  | −4 | 0 |

### Vùng 4
| XH | Đội           | Tr | T | H | T | BT | BB | HS | Đ |
| -- | ------------- | -- | - | - | - | -- | -- | -- | - |
| 1  | Brora Rangers | 3  | 3 | 0 | 0 | 5  | 1  | +4 | 9 |
| 2  | Clachnacuddin | 3  | 2 | 0 | 1 | 8  | 1  | +7 | 6 |
| 3  | Fort William  | 3  | 0 | 1 | 2 | 3  | 6  | −3 | 1 |
| 4  | Wick Academy  | 3  | 0 | 1 | 2 | 2  | 10 | −8 | 1 |

## Bán kết
Các trận đấu bán kết diễn ra vào ngày thứ Bảy 1 tháng Năm.
| Đội nhà          | Tỉ số | Đội khách |
| ---------------- | ----- | --------- |
| Brora Rangers    | 0-1   | Keith     |
| Forres Mechanics | 2-1   | Huntly    |

## Chung kết
| Forres Mechanics | 1-0 | Keith |
| ---------------- | --- | ----- |
| Bavidge          |     |       |